# Sofian Kiyine
Sofian Kiyine, (en arabe : سفيان كيين), né le 2 octobre 1997 à Verviers en Belgique, est un footballeur belgo-marocain jouant au poste de milieu offensif.

## Biographie

### Naissance et formation
Sofian Kiyine naît et grandit à Verviers en Belgique francophone, à quelques kilomètres de la frontière germano-belge. Il commence le football à l'âge de 12 ans dans l'académie Jean-Marc Guillou située à Lier. Il est rapidement repéré par les scouts du Standard de Liège, club voisin en Belgique. Il y évolue pendant deux saisons avant de s'installer à ses dix-huit ans, à Vérone, au nord de l'Italie pour poursuivre sa carrière footballistique.

### Carrière en club

#### Chievo Vérone et prêt à l'US Salernitana
En 2015, Sofian Kiyine est transféré à Chievo Vérone. Lors de son parcours junior, il est pisté par l'Inter Milan, étant considéré comme le Nuovo Fellaini. Il fait ses débuts le 8 janvier 2017 dans un match de championnat face à l'Atalanta Bergame en Serie A (défaite 1-4),.
Il sera prêté une saison dans le club de l'US Salernitana en Serie B afin de trouver du temps de jeu. Il fait ses débuts sous le numéro 13 en Serie B, le 23 septembre 2016, entrant à la 11e minute à la place d'Alessandro Tuia, sorti sur blessure. Le match qui oppose l'US Salernitana face au Pescara Calcio s'achève sur le score de 2-0 en faveur des Salernitains. Un an plus tard, le 16 décembre 2017, il marque son premier but face au club de Virtus Entella à la 29e minute sur une passe décisive de Matteo Ricci (victoire 0-2). Quatre mois plus tard, le 11 mars 2018, il marque son deuxième but face à l'US Avellino à la 9e minute (victoire 2-0) . Il jouera au total 23 matchs, inscrivant deux buts et délivrant cinq passes décisives.
A l'occasion de la saison 2018-19, son prêt à l'US Salernitana prend fin et il retourne dans son club formateur du Chievo Vérone. Avec une concurrence difficile au poste auquel il joue, il est souvent titularisé en tant que latéral gauche par l'entraîneur Domenico Di Carlo. Le 25 novembre 2018, il entre en jeu, remplaçant son coéquipier Sergio Pellissier à la 62e minute face au SSC Naples (match nul). Lors de ce match, il fera énormément parler de lui dans la presse italienne après une excellente prestation. Le club napolitain montrera son intérêt sur le profil du joueur afin de le recruter pour le mercato hivernal 2018-19,.

#### Lazio Rome et prêts

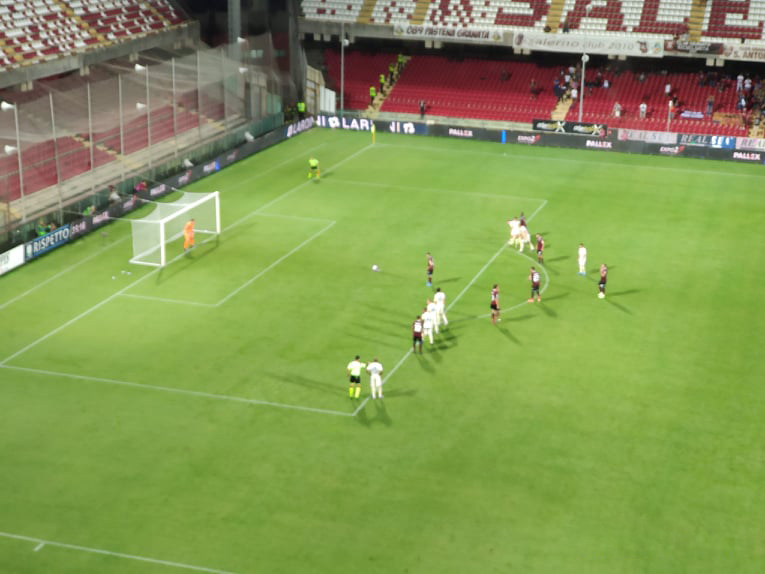
Kiyine s'apprêtant à tirer un penalty contre le Chievo Vérone en septembre 2019.

Le 17 juillet 2019, il signe un contrat professionnel de cinq saisons à la Lazio Rome. Il est directement prêté pour une saison à l'US Salernitana, club dans lequel il est régulièrement titularisé. Dans ses dix premiers matchs, il marque cinq buts club.

#### OHL
En septembre 2022, Sofian Kiyine revient en Belgique et est transféré à l'OH Louvain avec un contrat d'une durée de 4 ans.

## En sélection

### Parcours junior avec le Maroc
Natif de ⁣⁣Belgique⁣⁣⁣, d'un père belgo-marocain et d'une mère d'origine italienne, le joueur possède la double nationalité belgo-marocaine. Il grandit à Verviers dans un quartier où vit une forte communauté marocaine. Sofian se revendique marocain et n'hésite ainsi pas à rejoindre l'équipe nationale du Maroc des moins de 20 ans en 2017. Ayant une bonne relation avec l'entraîneur néerlandais Mark Wotte, il se voit régulièrement appelé afin d'évoluer avec les jeunes du Maroc.
En 2017, il participe au tournoi des Jeux de la Francophonie sous les couleurs du Maroc. Il y remporte son premier titre international en battant la Côte d'Ivoire -20 ans après une séance de penalty. Lors de cette finale, il est l'auteur de l'unique but inscrit par le Maroc (match nul, 1-1).
Après avoir trouvé ses marques avec l'équipe de l'US Salernitana en Serie B, il attire l'attention d'Hervé Renard. Kiyine est ainsi incorporé dans la liste préliminaire du Maroc pour la Coupe du monde 2018, mais ne sera finalement pas emmené en Russie.
Le 18 août 2019, il est présélectionné par Patrice Beaumelle avec le Maroc olympique pour une double confrontation contre l'équipe du Mali olympique comptant pour les qualifications à la Coupe d'Afrique des moins de 23 ans.
En mars 2020, il est présélectionné par Vahid Halilhodzic pour une double confrontation de l'équipe du Maroc contre la République centrafricaine.

## Style de jeu
Sofian Kiyine est doté d'une superbe conduite de balle et d'une très bonne qualité de frappe. Il dispose d'une très bonne maîtrise technique, et joue un rôle très important dans le jeu de son équipe[réf. nécessaire]. Sa conduite de balle lui permet de faire des raids solitaires en contre-attaque, ce qui lui permet d'impacter sur l'équipe adverse. Son style de dribble est plutôt orienté vers les crochets et accélérations. Il est également un très bon passeur.

## Palmarès

### En sélection
- Maroc -20 ans
  - Jeux de la Francophonie
    - Vainqueur en 2017[21]

## Polémiques
Dans la soirée du 30 mars 2023, Sofian Kiyine crashe sa Mercedes-Benz Classe A à 200 km/h sur une route limitée à 90km/h et atterrit dans un hall omnisports de Flémalle, où s'entrainaient des enfants juste avant l'accident. Il survit avec plusieurs fractures.
Le 12 juillet 2025, il récidive au volant de sa Mercedes-Benz Classe E. A 07h00 du matin, le joueur, qui s'est endormi, percute un nouveau rond point, dévie vers des panneaux de direction et les percute avant de finir sa course cette fois-ci contre un lampadaire. La voiture explose après que les occupants aient eu le temps de quitter le véhicule. Lors de son premier accident, bien qu'on ait relevé un taux d'alcoolémie de de 1,72 gr. par litre de sang, il avait bénéficié d'une suspension du prononcé contre laquelle le Parquet avait fait appel. Un nouvel alcotest après le second accident s'est révélé positif, ce qui vaut à l'intéressé une supsension temporaire du permis de conduire.